# Дуглас, Джеймс, 5-й лорд Дуглас
Джеймс Дуглас (Чёрный Дуглас), (англ. James Douglas, 1286 — 25 августа 1330) — шотландский аристократ и полководец в период войны за независимость Шотландии, друг и соратник Роберта Брюса.

## Биография
Джеймс Дуглас был сыном сэра Уильяма Дугласа, 4-го лорда Дугласа, землевладельца в юго-западной Шотландии, и Элизабет Стюарт, дочери Александра Стюарта, 4-го лорда-стюарда Шотландии. Джеймс Дуглас стал одним из первых и самых верных сторонников Роберта Брюса в его борьбе за освобождение Шотландии от английской власти. Уже в 1306 году Дуглас признал Роберта Брюса королём Шотландии и в 1308 году изгнал англичан из юго-западной части страны. В следующем году отряды Дугласа подчинили Аргайл. Необычный военный талант Джеймса Дугласа проявился в 1314 году, когда он с небольшой группой шотландцев, переодевшись в чёрное, чтобы их приняли за стадо коров, проник в Роксборо и выбил из города английский гарнизон. На поле битвы при Бэннокберне, в которой Дуглас сыграл важную роль, король Роберт I возвёл Джеймса в рыцарское достоинство. Позднее Дуглас стал вдохновителем и руководителем военных походов шотландцев в северную Англию (1314, 1319, 1322, 1327), разбив войска Уильяма Мелтона, архиепископа Йоркского, в Митонской битве (1319) и вынудив в конце концов английского короля Эдуарда II Плантагенета пойти на переговоры о заключении мира. В 1328 году Нортгемптонским договором Англия признала независимость Шотландии.
За активное участие в войне с Англией Джеймс Дуглас получил от короля Роберта I значительные земельные пожалования в южной Шотландии, которые послужили ядром будущих владений семьи Дугласов и источником их влияния в стране. Сам Джеймс стал основателем одной из ветвей семьи — «Чёрных Дугласов».

Перед своей смертью Роберт Брюс в 1329 году завещал своему другу и сподвижнику сэру Джеймсу своё сердце. С сердцем умершего короля Дуглас в начале 1330 года отправился в Святую землю для погребения сердца, но, оказавшись близ испанской крепости Теба, он и другие шотландские рыцари присоединились к отряду крестоносцев Альфонса XI Кастильского и вступили в схватку с маврами, где Дуглас героически погиб, обороняясь с небольшим отрядом от армии мусульман.
Лорд Джеймс сам поставил себя и свой отряд на одном из флангов, с тем, чтобы ему досталась наилучшая работа, и он смог бы лучше выполнить своё дело. Когда он увидел, что воинские ряды каждой из сторон полностью выстроены, и что король Испании пришёл в движение, то он вообразил, что они сейчас же начнут атаку. А так как, в таких случаях, он всегда желал быть скорее среди первых, нежели среди последних, то он и весь его отряд пришпорили своих коней и поскакали, пока не оказались перед войском гранадского короля, и яростно напали на сарацин. Он думал, что его должны поддержать испанцы, но это было ошибкой, поскольку никто в этот день не последовал его примеру. Славный рыцарь и весь его отряд был окружён врагом. Они проявили чудеса доблести, но всё без толку, так как все они были убиты.
Преследуя войско неверных, Джеймс Дуглас бросил шкатулку с сердцем в гущу врагов со словами «Вперёд, отважное сердце, как ты всегда хотело! Дуглас последует за тобой или умрёт!» Отряд Дугласа отбил сердце короля, прорвав строй противников. Однако бегущие вернулись, окружили отряд и задавили его численным превосходством. Джеймс погиб, когда пытался спасти Уильяма Синклера (Сен-Клера) оф Росслин, который тоже пал в том бою. Вместе с Дугласом были убиты рыцари Роберт и Уолтер из клана Логан. Битва завершилась победой христиан, вскоре мавританский гарнизон замка Теба капитулировал.
Гибель Джеймса Дугласа во время боевых действий за Тебу не позволила шотландцам продолжить поход. Останки Джеймса Дугласа и сердце Роберта I были перевезены в Шотландию.